# Microsechium
Microsechium é um género botânico pertencente à família Cucurbitaceae.

## Espécies
| - Microsechium compositum - Microsechium gonzalo-palomae - Microsechium guatemalense - Microsechium helleri | - Microsechium hintonii - Microsechium palmatum - Microsechium ruderale |

1. ↑  «Microsechium — World Flora Online». www.worldfloraonline.org. Consultado em 19 de agosto de 2020